# Aega urotoma
Aega urotoma är en kräftdjursart som beskrevs av Barnard 1914. Aega urotoma ingår i släktet Aega och familjen Aegidae. Inga underarter finns listade i Catalogue of Life.